# Boszandbij
De boszandbij (Andrena coitana) is een vliesvleugelig insect uit de familie Andrenidae. De wetenschappelijke naam van de soort is voor het eerst geldig gepubliceerd in 1802 door Kirby.